# 180
Năm 180 là một năm trong lịch Julius. 

## Sinh
- Mã Đại, tướng nhà Thục Hán thời Tam Quốc, em học của danh tướng Mã Siêu